# Áurea
Áurea é um município do estado brasileiro do Rio Grande do Sul. Sua lingua oficial é o português, mas o polonês é considerada lingua co-oficial.

## História
O povoamento do município de Áurea iniciou em 1906, com a vinda de imigrantes poloneses.
A localidade de Áurea foi inicialmente denominada "Rio Marcelino". Por volta de 1918 mudou seu nome para "Treze de Maio"; em 1938 tornou-se "Princesa Isabel", em homenagem à princesa Isabel do Brasil; em 1944 passou a se chamar "Vila Áurea", em razão da Lei Áurea.
Áurea tornou-se um município multiétnico: os descendentes de poloneses perfazem 92% da população; dos italianos, 5%; dos alemães, 3%; e dos mestiços, 3%.
Em 1980, houve a ideia de emancipação política de Áurea, defendida pelo vigário Josef Wojnar, dentre outros. Após dificuldades enfrentadas pela comissão pró-emancipação, a Assembleia Legislativa assinou a lei estadual nº 8419, de 24 de novembro de 1987, estabelecendo a independência do município.
Em 2022, em lei aprovada pela Câmara de vereadores e sancionada e promulgada em 22 de julho daquele ano pelo prefeito Antônio Slussarek (PP), o município estabeleceu o idioma polonês como co-oficial ao lado do português, "visando assim o reconhecimento, valorização e promoção do idioma polonês, herança linguística e patrimônio cultural imaterial relacionado com a imigração polonesa no Brasil."
Em fevereiro de 2025, o município iniciou a emissão do primeiro alvará bilíngue em português e polonês do mundo.

## Geografia
Pertence à Mesorregião do Noroeste Rio-Grandense e à Microrregião de Erechim.